# 四日町 (横手市)
四日町（よっかまち）は、秋田県横手市の町。郵便番号は013-0022。人口は99人、世帯数は43世帯（2020年10月1日現在）。丁目の設定のない単独町名で、全域で住居表示を実施している。旧横手市四日町上丁・四日町中丁・四日町下丁の全域、栄通町・大町上丁の各一部に相当する。

## 地理
横手地域の中央部に位置し、東で大町、西で中央町・田中町、南で鍛冶町、北で蛇の崎町と隣接する。町域は南北に細長く伸びる。町の北端は横手川が流れ、南部は二ノ堰が西に流れる。北部には稲荷神社が鎮座。町内を縦貫する通称「四日町通り」には商店や銀行などが立ち並び、藩政期以降から大町とともに市内を代表する商業地であったが、後年に横手駅周辺、横手バイパス沿いへと商業地は変遷し、大町などとともに空洞化が進んでいる。
全域が都市計画区域に含まれるが、区域区分非設定区域となっている。都市計画法上の用途地域では全域が商業地域に指定されている。

### 地名の由来
市場の開催日に由来し、横手城下には二日町・五日町などといった同じく市場の開催日を由来とする町名が存在する。なお、二日町は四日町・大町の南側に位置していた町内で、1881年（明治14年）の「郡区町村一覧」においては栄通町（さかえとおりまち）とある。五日町については鍛冶町と同町異名であったと考えられている。

## 歴史
横手川右岸の朝倉山（通称・お城山）に位置した横手城の城下町として栄えた地域で、現在も横手市の中心市街地の一角を成している。現在の四日町は横手川の左岸、商人や職人が住む「外町」に当たる地域で、江戸時代頃から城下町として形成されていった。
外町には南北に2本の街路が引かれ、そのうち西側の街路沿いを四日町と称した。さらにこれを三分する2本の辻貫通りが東西に引かれ、この通りを境に南から四日町上丁・四日町中丁・四日町下丁と称した（大町も同様の区分）。1889年（明治22年）に平鹿郡横手町が発足すると、横手町四日町上丁・同四日町中丁・同四日町下丁として町名が引き継がれ、1966年4月1日に実施された住居表示によって現在の町域となった。住居表示の際には上丁・中丁・下丁の区分がなくなり、栄通町・大町上丁の各一部を編入した。
江戸時代の横手城下における朝市は月20回開催されており、1884年（明治17年）の県史産業編の調査では毎日開場とされている。1930年（昭和5年）の横手町市場取締規則においては、大町と四日町で交互に市が開設されていることが読み取れる。横手町における市は大正時代から昭和初期頃にかけて盛んに行われ、年間で平均して150の露店が並んでいたという。ただ、第二次世界大戦の影響により市場の継続は断念されていたが、戦後の1946年（昭和21年）に成果物統制が撤廃されたことよって「横手市場協同組合」が設立され、市場が復活した。ただ、大町の市場は官庁街であり自動車交通上の理由もあって廃止され、四日町だけでの開催となった。1964年（昭和39年）9月20日には市からの要請があり、商店街との兼ね合いや交通上の理由から市場を寺町（現・中央町）へ移転し、水路の整備や道路の舗装などを行い、環境の整備を行った。

### 沿革
- 1872年（明治5年）7月1日 - 横手郵便取扱所が、四日町下丁32番地（現・四日町2番10号）に開局[25]。
- 1879年（明治12年）1月 - 第四十八国立銀行（秋田銀行の前身）の出張所が、四日町中丁に開所[26]。
- 1896年（明治29年）10月 - 横手税務署が、四日町下丁8番地（現・四日町1番12号）に開所[25]。
- 1919年（大正8年）4月 - 羽後銀行（北都銀行の前身）横手支店が、四日町上丁39番地に開設[27]。
- 1922年（大正11年）8月 - 羽後銀行横手支店が大町に移転[28]。

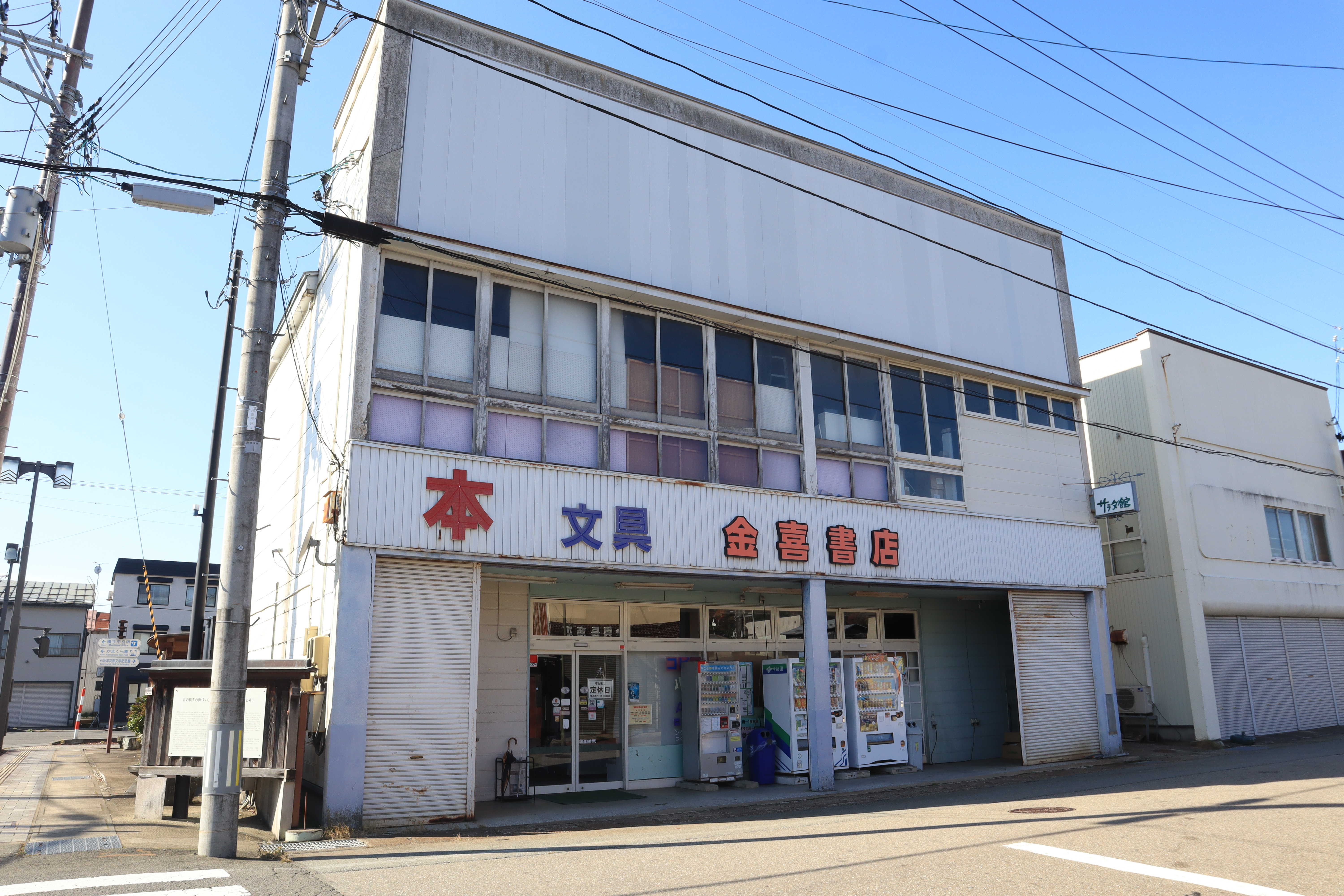
金喜書店の外観（2025年閉店）

- 1930年（昭和5年） - 金喜書店が、四日町3番にて開業[29]。
- 1950年（昭和25年）2月14日 - 秋田相互銀行（後の秋田あけぼの銀行）横手支店が開設[30]。
- 1952年（昭和27年）11月 - 秋田信用金庫が横手信用金庫の業務を譲り受け、四日町上丁に横手支店を開設[31]。
- 1954年（昭和29年）6月15日 - 横手商工会議所が、横手南小学校から四日町中丁（現・四日町2番23号）に移転[32]。建物は日本専売公社横手営業所の跡地[32]。
- 1956年（昭和31年） - 秋田信用金庫横手支店が、現在地である四日町中丁（現・四日町4番27号）に移転[31]。
- 1962年（昭和37年）
  - 5月 - 主婦の店横手店が開業[33]。
  - 10月10日 - 横手市酒業会館が竣工[34]。
- 1965年（昭和40年）12月4日 - 主婦の店横手店（四日町上丁22番地〈現・四日町6番2号〉）から出火。4軒が全焼、1軒半焼、3軒が部分焼失した[35]。
- 1966年（昭和41年）4月1日 - 住居表示を実施[36]。
- 1969年（昭和44年）10月 - 秋田銀行横手支店が、大町から四日町3番23号に移転[37]。
- 1971年（昭和46年）6月28日 - 横手商工会議所が、大町の旧横手保健所の建物に移転[32]。
- 1973年（昭和48年）10月1日 - 鳥海信用金庫（現・羽後信用金庫）横手支店が開設[38]。
- 1974年（昭和49年）5月1日 - よねや四日町店が、四日町3番16号に開業[39]。
- 1975年（昭和50年）9月4日 - ショッピングプラザ「ユーワ」が開業[40]。
- 1976年（昭和51年）11月 - 市内第一号の大町に続き、市内第二号の流雪溝が完成[41][42]。
- 1984年（昭和59年）2月 - ユーワが閉店[43]。
- 2023年（令和5年）7月24日 - 羽後信用金庫横手支店が、同横手西支店にブランチインブランチ化[44]。
- 2025年（令和7年）
  - 5月31日 - 金喜書店が閉店[45]。
  - 6月16日 - 秋田信用金庫横手支店が、店舗を同地で新築[46]。

### 町名の変遷
以下はすべて住居表示実施に伴う変更。
| 実施後 | 実施年月日     | 実施前           |
| ------ | -------------- | ---------------- |
| 四日町 | 昭和41年4月1日 | 四日町上丁       |
| 四日町 | 昭和41年4月1日 | 四日町中丁       |
| 四日町 | 昭和41年4月1日 | 四日町下丁       |
| 四日町 | 昭和41年4月1日 | 栄通町（一部）   |
| 四日町 | 昭和41年4月1日 | 大町上丁（一部） |

## 世帯数と人口
2020年（令和2年）10月1日現在の世帯数と人口は以下の通りである。
| 丁目   | 世帯数 | 人口 |
| ------ | ------ | ---- |
| 四日町 | 43世帯 | 99人 |

### 人口・世帯数の推移
以下は国勢調査による1995年（平成7年）以降の人口の推移。
| 年                 | 人口 |
| ------------------ | ---- |
| 1995年（平成7年）  | 237  |
| 2000年（平成12年） | 195  |
| 2005年（平成17年） | 162  |
| 2010年（平成22年） | 140  |
| 2015年（平成27年） | 114  |
| 2020年（令和2年）  | 99   |

以下は国勢調査による1995年（平成7年）以降の世帯数の推移。
| 年                 | 世帯数 |
| ------------------ | ------ |
| 1995年（平成7年）  | 86     |
| 2000年（平成12年） | 64     |
| 2005年（平成17年） | 71     |
| 2010年（平成22年） | 60     |
| 2015年（平成27年） | 49     |
| 2020年（令和2年）  | 43     |

## 小・中学校の学区
市立小・中学校に通う場合、学区（校区）は以下の通りとなる。
| 番地 | 小学校               | 中学校               |
| ---- | -------------------- | -------------------- |
| 全域 | 横手市立横手南小学校 | 横手市立横手南中学校 |

## 交通

### 鉄道
鉄道駅はない。最寄り駅は■奥羽本線、■北上線の横手駅。

### バス
羽後交通
- 四日町上丁（ふるさと村線、朝日が丘線、横手・小安線、横手・大曲線、横手・湯沢線、横手・本荘線、岩井川線、上台線）
- 山田眼科病院前 … 蛇の崎橋（横手市循環バス）

### 道路
- 秋田県道272号御所野安田線

## 施設
- 蛇の崎稲荷神社[53]
祭神：蛇の崎正一位稲荷大明神[54]
祭日：8月19日[54]
- 横手市役所 水道庁舎（3番23号）[55]
- 秋田信用金庫 横手支店（4番27号）[46]

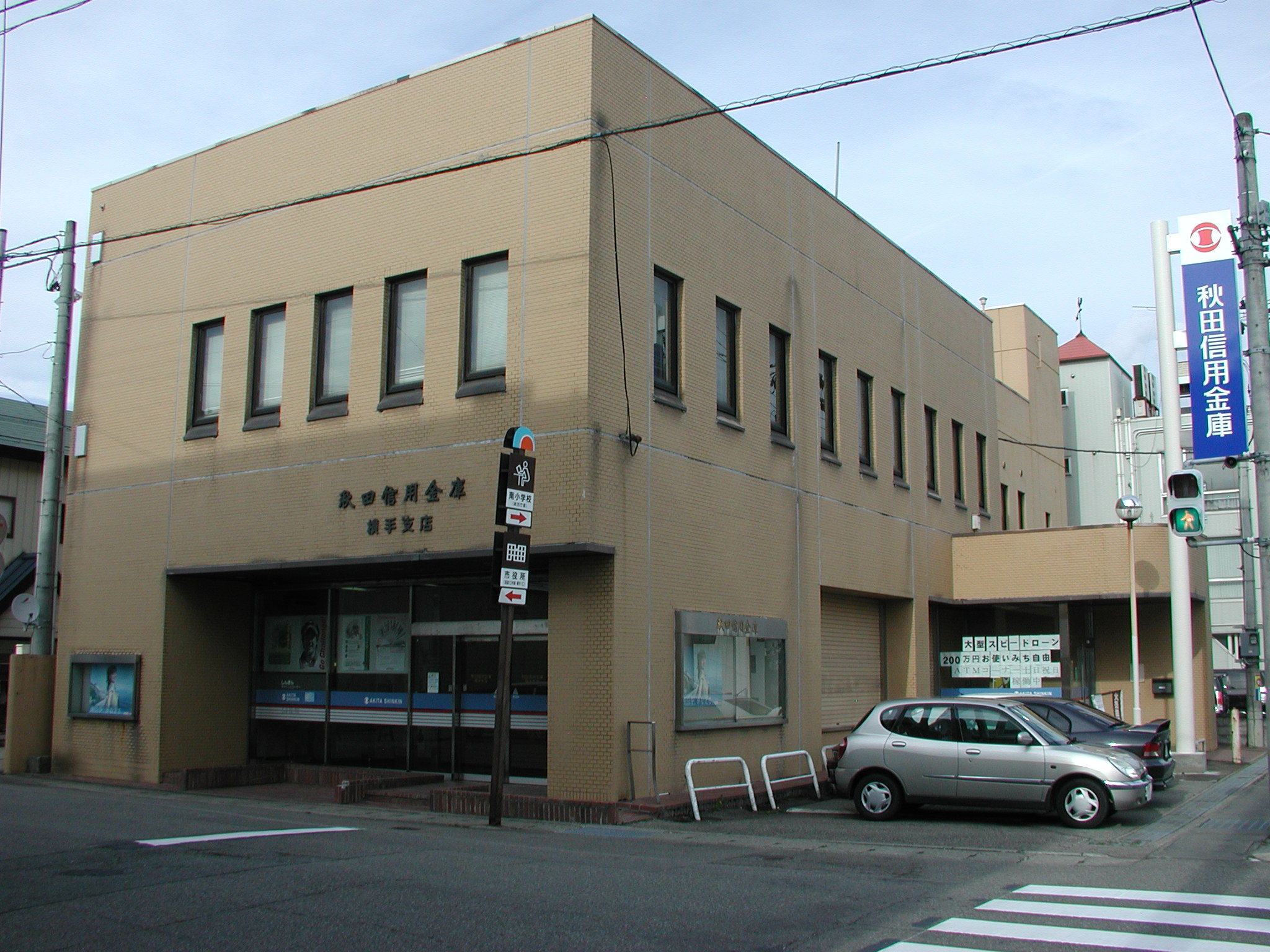
秋田信用金庫 横手支店（建て替え前）
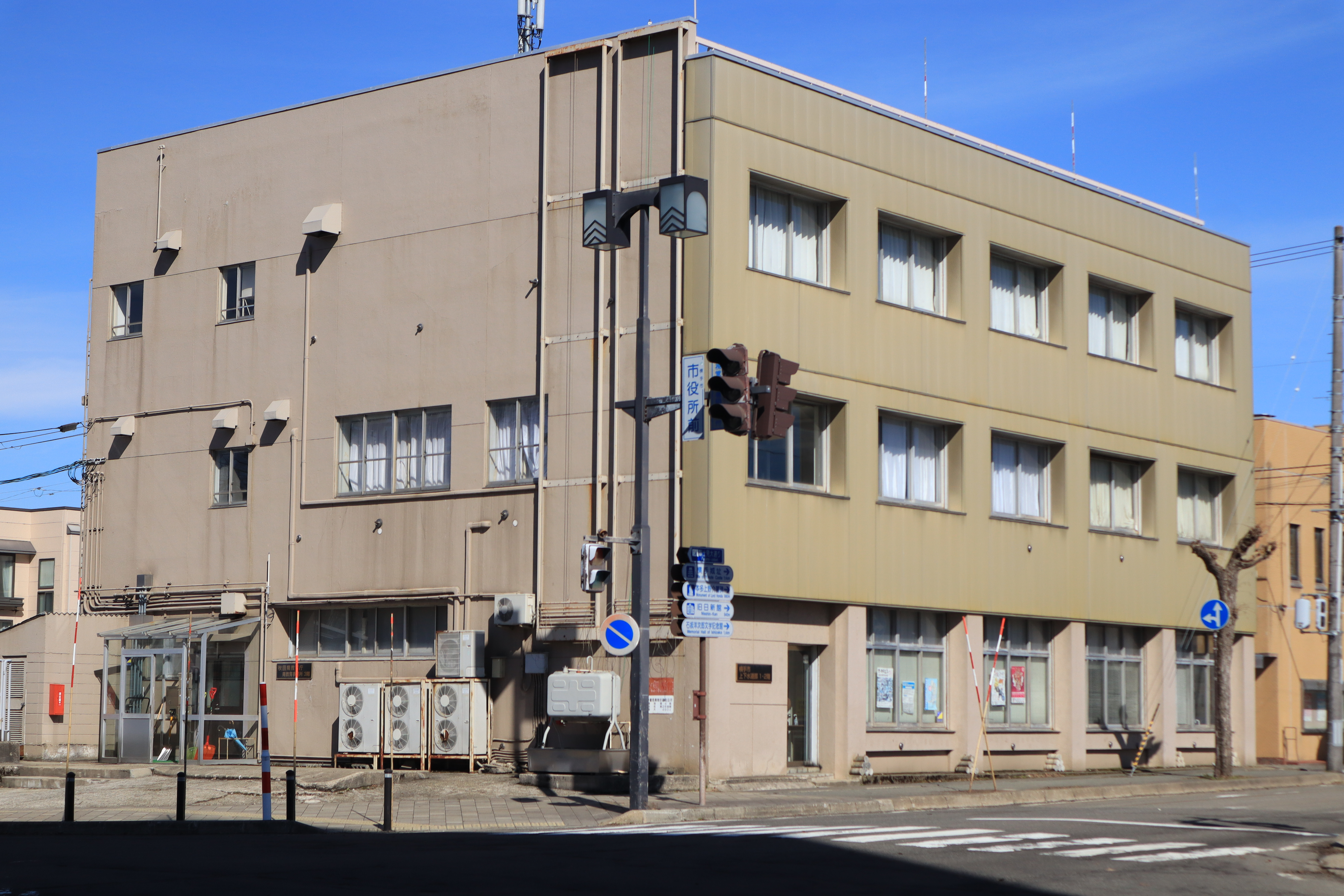
横手市役所 水道庁舎